# Eugénie Hauptmann-Sommer
Eugénie Sommer (Eugenia Sommerová, puis Eugenia Hauptmannová-Sommerová, signant Hauptmann-Sommer), née le 13 avril 1865 à Česká Lípa où elle est morte le 18 mai 1933, est une peintre portraitiste tchèque.

## Biographie
Eugénie Marie Rose Sommer nait à Böhm Leipa (actuelle Česká Lípa) dans la famille de l'homme d'affaires Eduard Sommer et de son épouse Františka Greschel. Elle aime peindre dès son enfance et son talent est remarqué par son professeur Johan Nepomuk Willomitzer (1818-1886). Dès l'âge de 13 ans, elle fréquente le cercle artistique du peintre Eduard Steffen (1839-1893), qui lui recommande de poursuivre ses études à l'Académie des Beaux-Arts de Vienne où elle est élève de Franz Geyling,.
Elle travaille d'abord comme restauratrice au Musée d'histoire de l'art de Vienne. Elle suit ensuite dès 1883 une formation complémentaire à l'académie de peinture de Dresde. De 1886 à 1890 environ elle est à Munich où elle est élève de Ludwig von Herterich. Elle étudie à Paris de 1890 à 1893, où elle se perfectionne dans l'art du portrait. Elle est élève, à l'Académie Julian, de William Bouguereau, Tony Robert-Fleury et Jules Lefebvre,. Elle réalise en 1890 à Paris le portrait de sa collègue Mathilde Delattre. C'est essentiellement une portraitiste.
Elle est en 1893 à Vienne, elle y fait partie de l'Association des femmes écrivains et artistes  (Verein der Schriftstellerinnen und Künstlerinnen Wien). En 1894 elle épouse à Česká Lípa le docteur Eduard Hauptmann, médecin de l'hôpital de la ville, qui meurt subitement en 1901. En 1902, elle obtient une bourse d'une association artistique de Prague et part pour Munich. Répondant ensuite à une offre à Bautzen (Saxe), elle y réalise la décoration de la villa Rudolf Weigang construite en 1903. Elle séjourne cinq années à Dresde, où elle peint le tableau Foire de Dresde. 
Elle voyage fréquemment depuis sa ville natale, expose dans plusieurs villes européennes, dont Prague (1895 : 56e Exposition annuelle de la Belle Unité ; 1908 : Exposition jubilaire de la Belle Unité ; 1921 et 1928 : Art allemand des Sudètes), Munich, Dresde, Londres et Paris (Salon des artistes français : 1913 (Femme en prière, dessin), 1914 (Fillette au chat, peinture, et Étude d'adolescente, dessin), 1922 (Portrait de jeune fille, Fillette au chat, La femme peintre), 1924 (Le déjeuner et Le livre jaune, peintures), 1925 (L'Oraison dominicale, peinture), 1927 (Le portrait d'une enfant, peinture). « Voici une artiste sincère qui, par un don tout naturel, donne du style à chaque figure et elle l'ennoblit d'une extraordinaire puissance d'expression. J'apprécie beaucoup, dans ses œuvres, l'amour des belles proportions, la richesse et la fraîcheur des harmonies, une science du détail et une entente du décor des plus séduisantes. Elle possède une technique libre et individuelle; ses toiles sont d’une exécution très serrée, où la recherche du caractère est poussée à l'extrême » rapporte la presse au Salon de 1922.
À Česká Lípa, où elle réside 534 Frauenstrasse dans les années 20, et 5 rue Marien, elle réalise plusieurs peintures pour les églises locales (église de la Sainte Croix : tableau de Saint Aloïse et médaillons des bancs ; tableau de Sainte Marie Madeleine dans l'église éponyme) et pour la chapelle de Modlivé près de Sloup en Bohême. Elle réalise à Česká Lípa le portrait de l'industriel Arnold Rosenthal.
Elle meurt à son domicile de Česká Lípa en 1933.

## Œuvres dans les collections publiques
Le Musée d'histoire locale de Česká Lípa possède le catalogue des œuvres établi par Eugenia Hauptmannová-Sommerová, qui fit photographier ses tableaux, avec principalement des portraits de jeunes filles, mais aussi de notables, et quelques nus et natures mortes. Le classeur fut acquis en 1934 lors de la vente aux enchères de la succession de la peintre. 

## Expositions rétrospectives
- 2016 - Exposition Eugénie Hauptmann-Sommer au musée de Česká Lípa[12] ;
- 2017 – Bundesverband Metzner. Histoire de l'association artistique en Bohême 1920-1945, Oblastní galerie Liberec (Lázně), Liberec.

## Galerie

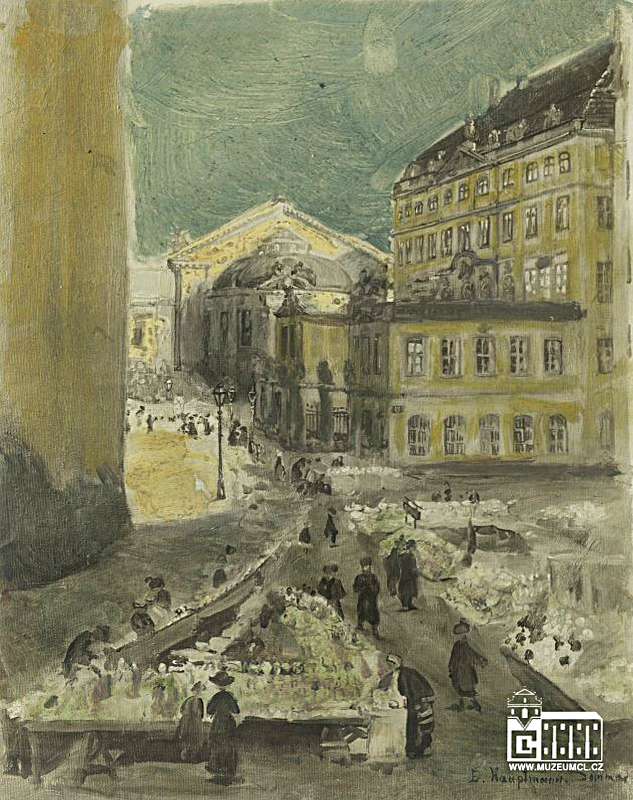
Foire à Dresde.
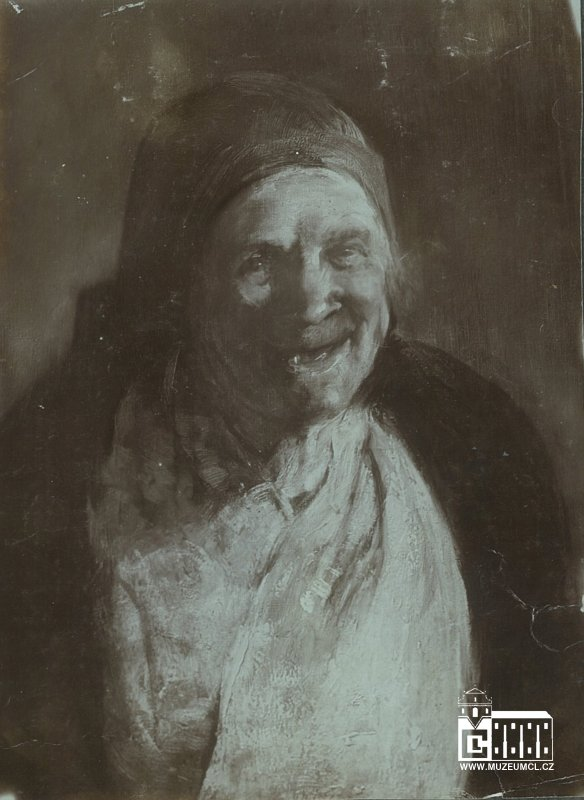
Vieille femme.
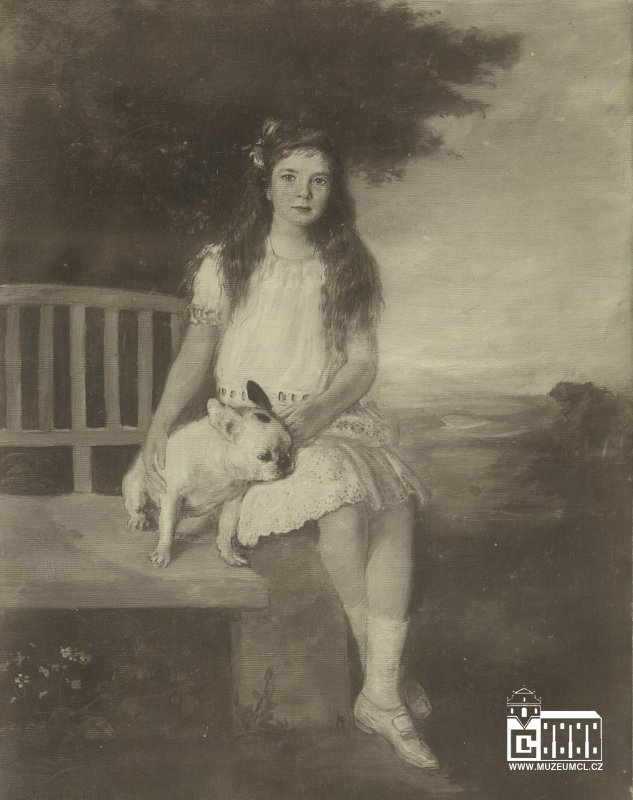
Comtesse Sofie Šternberková.
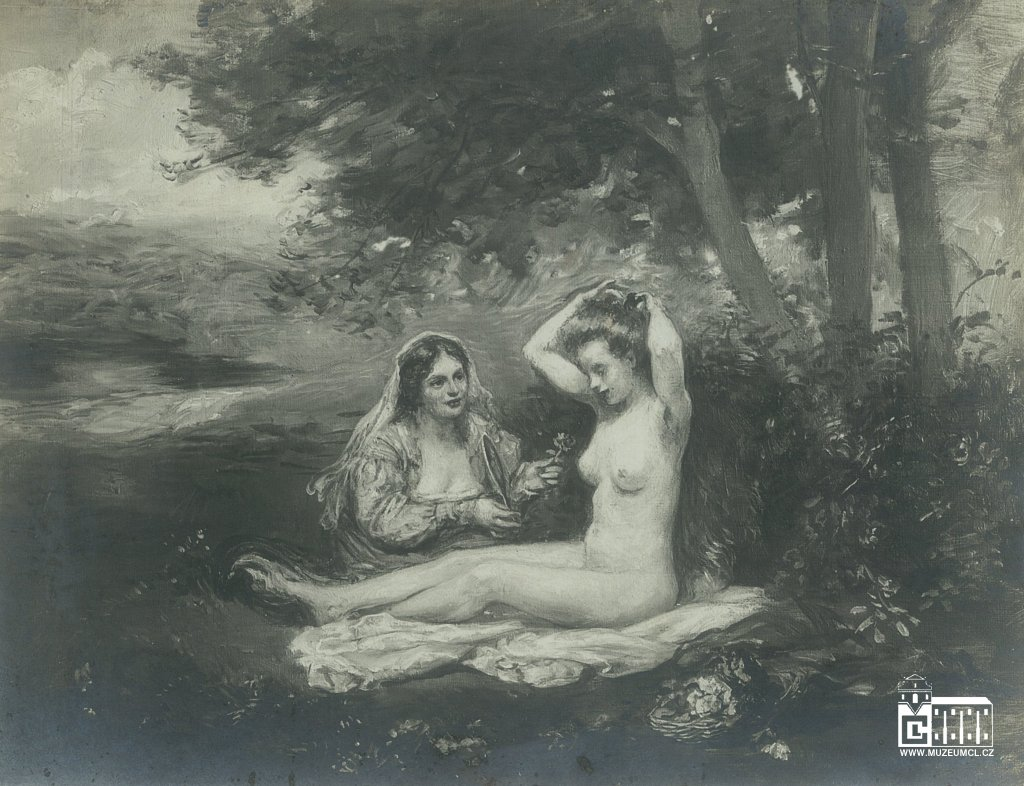
Temps rose.
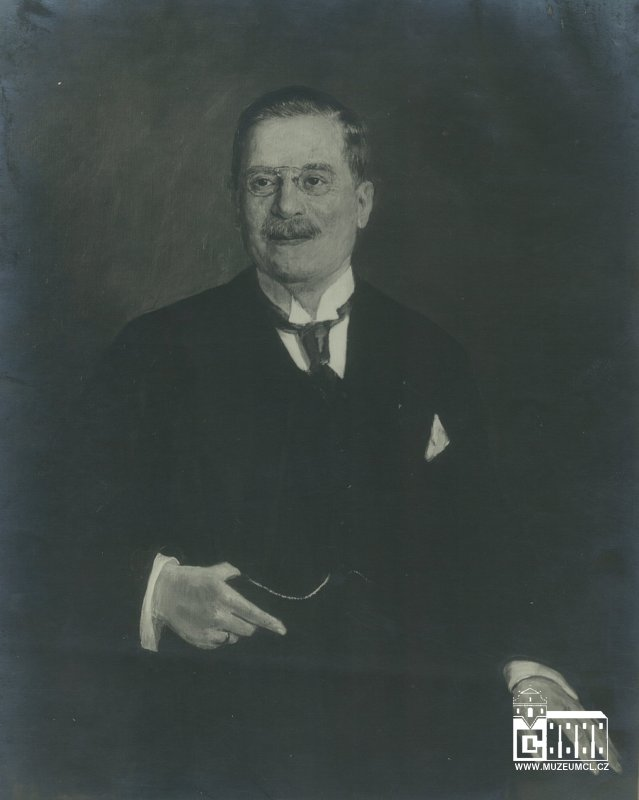
Arnold Rosenthal, propriétaire d'une cartonnerie à Česká Lípa.
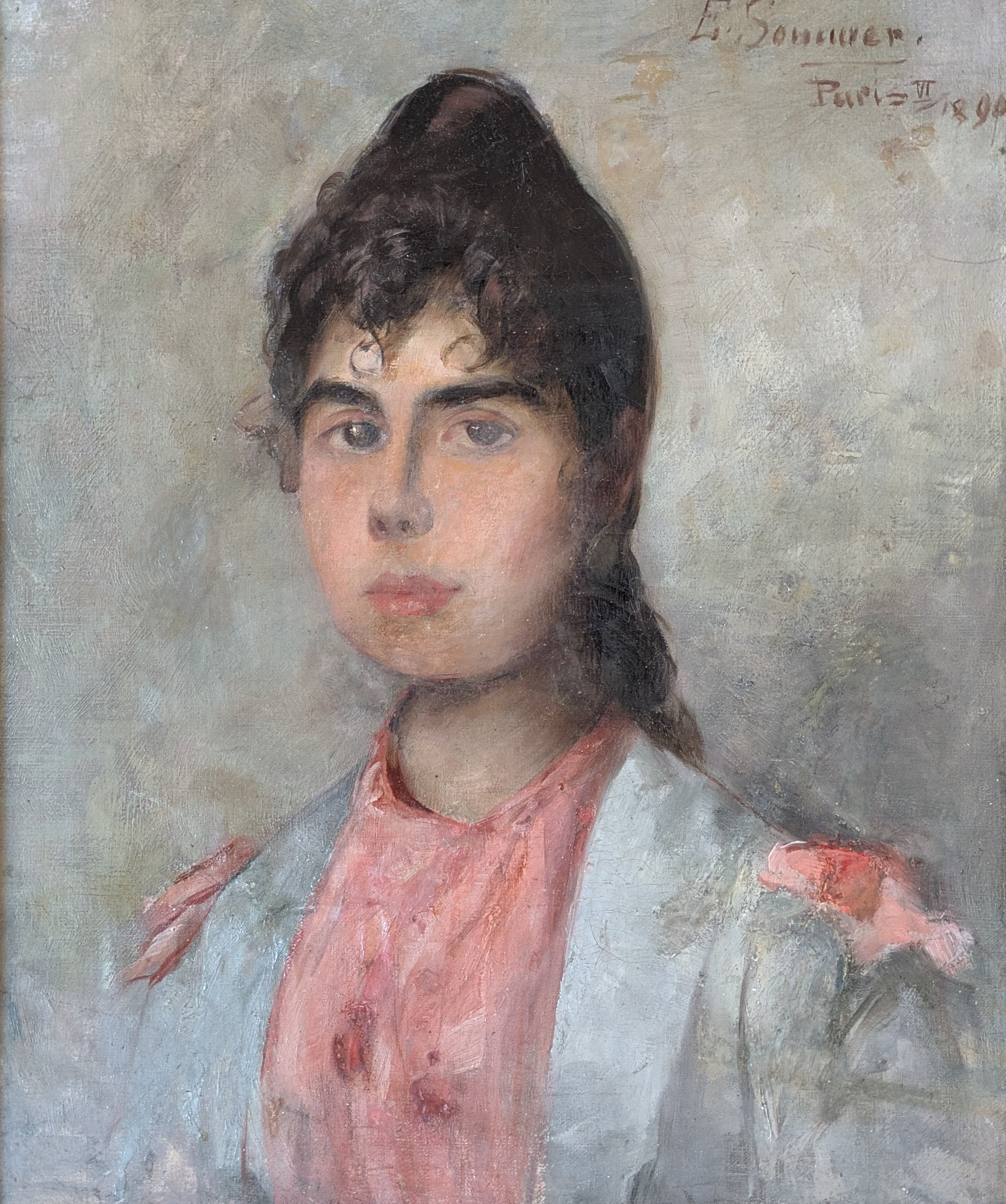
Portrait de Mathilde Delattre, 1890 (coll. particulière)
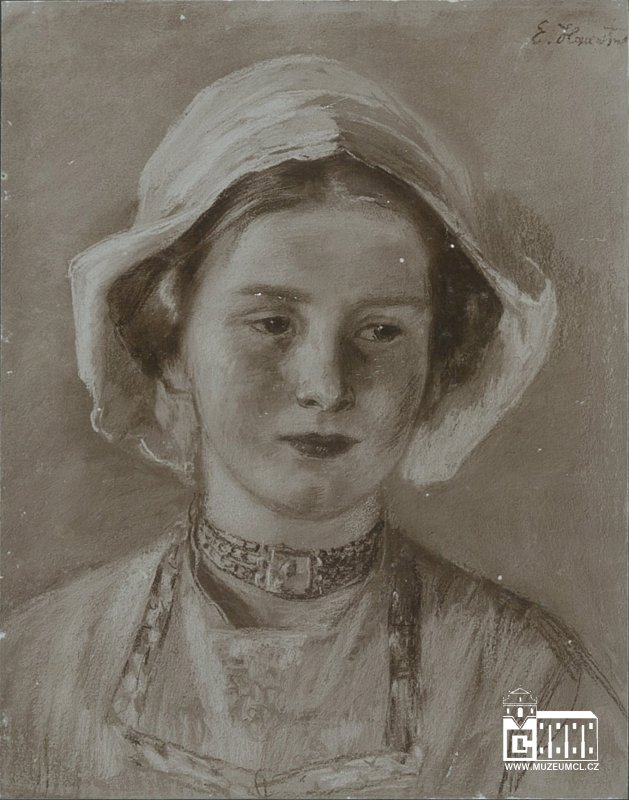
Femme hollandaise.